# Zagi M-91
Le Zagi M-91 est un pistolet-mitrailleur de conception et de fabrication croates utilisé durant les Guerres de Yougoslavie

## Technique
- Le mécanisme du Zagi est nettement inspiré de celui du pistolet mitrailleur britannique Sten, dont la résistance yougoslave avait reçu des quantités appréciables durant le seconde guerre mondiale.
- Il s'agit d'une arme à carcasse tubulaire, en calibre 9 mm Parabellum, qui fonctionne la mitraillette anglaise.
- Le fût et la poignée-pistolet sont moulés d'une seule pièce dans une matière plastique noire mat.
- La crosse télescopique du Zagi M-91 est une version simplifiée de celle du HK MP 5 (tout comme sa poignée-pistolet) : .
- Tout comme le Sokac P1, le couloir d'alimentation très long couvre le tiers supérieur du chargeur ; ledit chargeur étant  inspiré de celui du MP-40

- Le PM croate ne tire qu'en rafales libre.

## Diffusion
L'Armée croate utilisa le PM ZAGI durant les Guerres de Croatie, de Bosnie-Herzégovine et croato-bosniaque.
Les Militaires et paramilitaires croates ont aussi utilisé d'autres mitraillettes de fabrication nationales comme les Ero/Mini-Ero, Pleter M-91 et autres Šokac P1.
L'usine Pobejda de Gorazde (Bosnie-Herzegovine) a produit une copie  du ZAGI appelé « Bosanski Zagi » (ou Zagi Bosniaque). Cette copie, possédant une bâti-sous garde en bois, équipa en petit nombre l'Armée de la République de Bosnie-Herzégovine.

## Sources
Cette notice est issue de la lecture des revues et blogs de langue française suivantes :
- Luc GUILLOU, « Les pistolets Sokac et Zagi »,'Action Armes & Tir N°269
- M. Malherbe, « Le PM Zagi M91 », Cibles N°521
- « ZAGI » sur armeetpassion.com